# 赫尼洛沃德
49°13′10″N 25°16′18″E / 49.21944°N 25.27167°E
赫尼洛沃德（烏克蘭語：Гниловоди），2024年9月前称为近卫军村（烏克蘭語：Гвардійське），是烏克蘭西部捷爾諾波爾州捷爾諾波爾區佐洛特尼基市镇内的村庄。始建於1785年，面積2.68平方公里，2001年人口438。
2024年9月19日，乌克兰最高拉达将该村的名字改为“赫尼洛沃德”。